# Parafia Podwyższenia Krzyża Świętego w Ustroniu Morskim
Parafia pw. Podwyższenia Krzyża Świętego w Ustroniu Morskim – parafia należąca do dekanatu Kołobrzeg, diecezji koszalińsko-kołobrzeskiej, metropolii szczecińsko-kamieńskiej. Obejmuje gminę Ustronie Morskie, na terenie której położony jest również kościół filialny w Rusowie.  Neogotycki kościół parafialny znajduje się w miejscowości Ustronie Morskie.

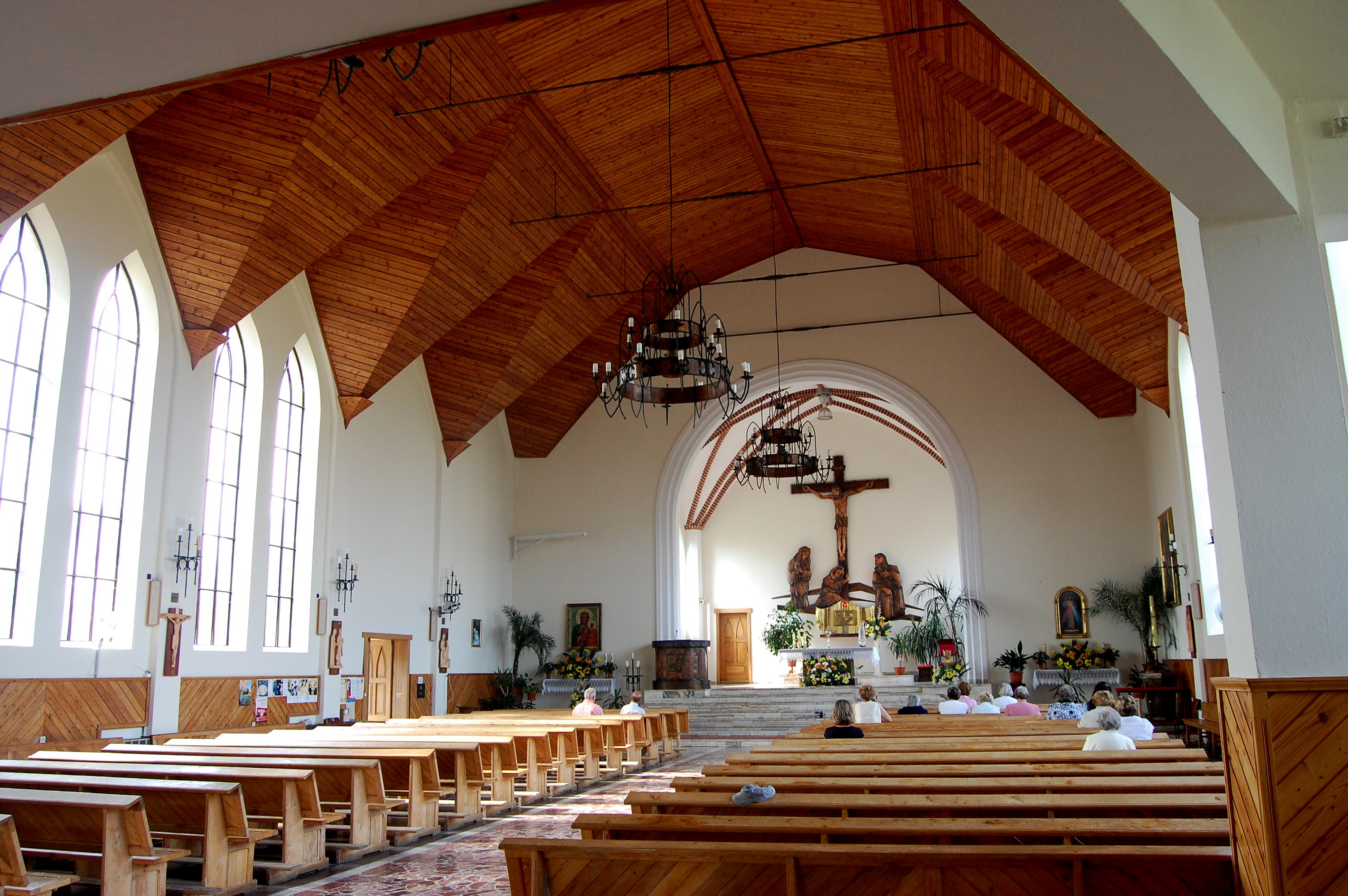
Kościół Podwyższenia Krzyża Świętego w Ustroniu Morskim – widok z wnętrza

## Miejsca święte

### Kościół parafialny
Kościół pw. Podwyższenia Krzyża Świętego w Ustroniu Morskim
Kościół w stylu neogotyckim został zbudowany w roku 1885, a rozbudowany w latach 1983-1986, poświęcenie kościoła miało miejsce w 1986, a konsekracja 5 sierpnia 1990 roku. Najstarsza część kościoła znajduje się od strony prezbiterium (widoczna różnica w kolorze cegieł). We wnętrzu uwagę zwraca drewniane sklepienie kościoła, a także ołtarz główny. Z wieży kościoła systematycznie odgrywane są kuranty.

### Kościoły filialne i kaplice
- Kościół pw. Matki Bożej Różańcowej w Rusowie

Do parafii należy gotycki, zabytkowy kościół filialny w Rusowie pod wezwaniem Matki Bożej Różańcowej.
- W parafii funkcjonuje również punkt odprawiania Mszy św. w Sianożętach[1].

## Duszpasterze

### Proboszczowie
- o. Sylwester Polek OFCap. (1945-1948)[1]
- o. Michał Skorupiński OFMCap. (1948-1952)[1]
- o. Jan Karwowski OFMCap. (1952-1953)[1]
- ks. Jan Walter (1953-1957)[1]
- ks. Franciszek Pochwała (1957-1969)[1]
- ks. Zenon Świątkowski (1969-1979)[1]
- ks. Edward Kołodziejczyk (1979-1991)[1]
- ks. Jerzy Lubiński (1991-2018)[1]
- ks. Arkadiusz Oslislok (od 1 lipca 2018)[1]